# Earth, Wind & Fire
Earth, Wind & Fire är en amerikansk musikgrupp, vars musik rör sig inom ett brett spektrum av R&B, soul, funk, disco och ibland jazz. Låttexterna har ofta ett upplyftande universellt kärleksbudskap. Gruppen bildades i Chicago 1969 av frontfiguren Maurice White och hans bror Verdine White. 
Earth, Wind & Fire upplevde sin storhetstid under andra halvan av 1970-talet och 1980-talets första år. Till deras största hitlåtar hör "Shining Star" (1975), "Fantasy" (1977), "September" (1978), "After the Love Has Gone", "Boogie Wonderland" (båda 1979) och "Let's Groove" (1981). Gruppen har även medverkat i ett antal filmer, där dock musiken de framförde i dessa blev mer populär än filmerna i sig. Genom åren har gruppen vunnit sex Grammys på tolv nomineringar. Ett av många kvalitetsmärken gruppen hade var den berömda blåssektionen The Phoenix Horns.
Maurice White avled 2016 och sedan dess är basisten Verdine White gruppens ende originalmedlem.

## Grundande, genombrott och storhetstiden

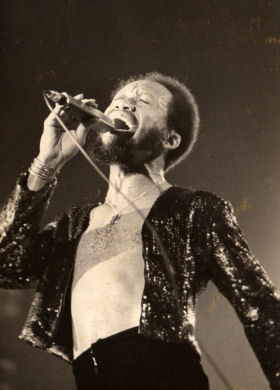
Maurice White, München 1975.

Sångaren Maurice White och The Ramsey Lewis Trio gick ihop på 1960-talet, bandet flyttade senare till Los Angeles där de tog namnet Earth, Wind & Fire. White valde gruppnamnet efter de element (jord, eld och luft) som var starka i hans stjärntecken skytten.
1971 års upplaga av Earth, Wind & fire bestod av Maurice White (trummor, slagverk, sång), Verdine White (bas), Wade Flemons (elektriskt piano, sång), Don Whitehead (piano, sång), Sherry Scott (sång), Yackov Ben Israel (percussion), Michael Beale (gitarr), Chester Washington (träblåsinstrument), Leslie Drayton (trumpet) och Alex Thomas (trombon). Noterbart är att Maurice White under gruppens tidiga år inte tog plats som frontfigur. Efter två studioalbum med denna upplaga och en medioker singelframgång i USA med låten "I Think About Lovin' You" ombildades gruppen helt 1972. De bytte också skivbolag från Warner Bros. till Columbia Records. Maurice och Verdine stannade kvar och rekryterade nya medlemmar, bland dem kan nämnas Larry Dunn (keyboard), Philip Bailey (sång), Ralph Johnson (percussion), Al McKay (gitarr), och Andrew Woolfolk (flöjt, saxofon) som alla kom att bli tongivande medlemmar under resten av 1970-talet.
Med sitt femte studioalbum Open Our Eyes började gruppen på allvar inta de amerikanska hitlistorna. Skivan innehöll deras dittills största singelframgång med låten "Mighty Mighty". 1975 medverkade gruppen i filmen That's the Way of the World där de spelade en fiktiv musikgrupp. Filmen som utspelade sig inom musikbranschen blev ingen succé. Väl medvetna om detta valde de att redan innan filmens premiär släppa ett fristående studioalbum med samma titel istället. Albumet That's the Way of the World innebar gruppens stora genombrott och med titelspåret samt "Shining Star" åtnjöt de stora hits. Den sistnämnda blev singeletta i USA, och för denna låt tilldelades de en Grammy i kategorin "Best R&B Performance by a Duo or Group with Vocals". Även efterföljande albumen Gratitude, Spirit och All 'N All blev stora framgångar och innehöll hitlåtar som "Saturday Nite", "Serpentine Fire" och "Fantasy". Den sistnämnda låten innebar att stort genombrott i Europa där den nådde placering på flera länders singellistor. Den blev bland annat en stor svensk hit.
1978 medverkade Earth, Wind & Fire i filmen Sgt. Pepper's Lonely Hearts Club Band. Filmen fick dåliga recensioner och blev ett fiasko, men gruppens version av The Beatles "Got to Get You into My Life" blev en stor hit. Samma år släppte de även den fristående singeln "September" vilken blev en internationell hit, och deras största framgång i Storbritannien med en tredjeplats på singellistan där. Låten togs sedermera med på deras bästsäljande album The Best of Earth, Wind & Fire, Vol. 1 som även det lanserades detta år.
Även nästföljande år blev ett framgångsrikt år för gruppen. Albumet I Am lanserades, och genererade två stora hits, balladen "After the Love Has Gone", som blev tvåa på amerikanska singellistan, och discolåten "Boogie Wonderland" som de gjorde tillsammans med The Emotions. Efter albumet Faces 1980 lämnade McKay gruppen och ersattes av Roland Bautista, som kort spelat med gruppen under början av 1970-talet.

## 1980-talet och framåt

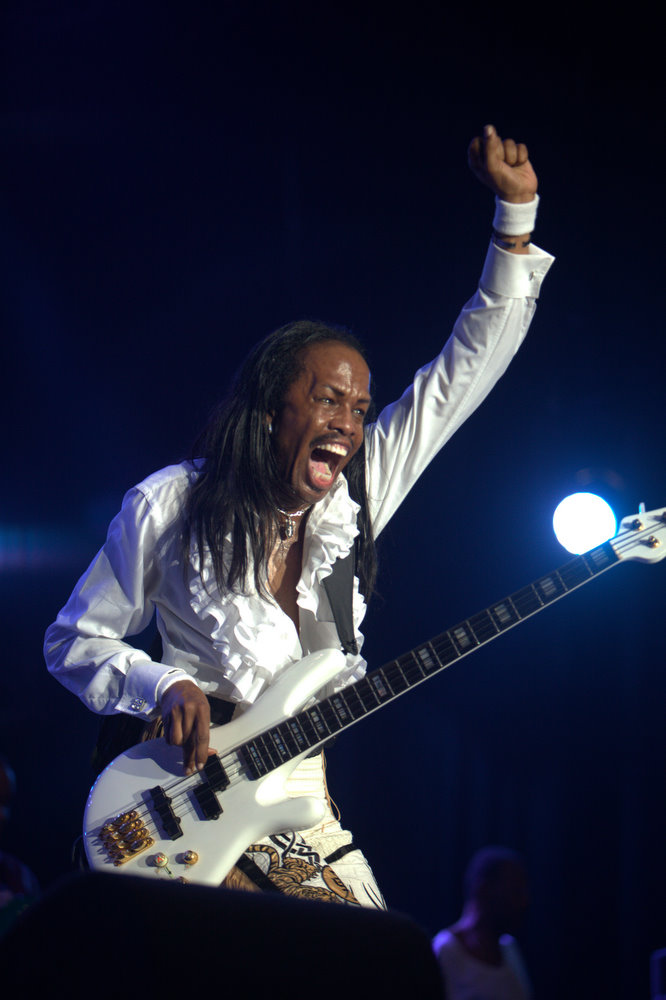
Verdine White, 2010.

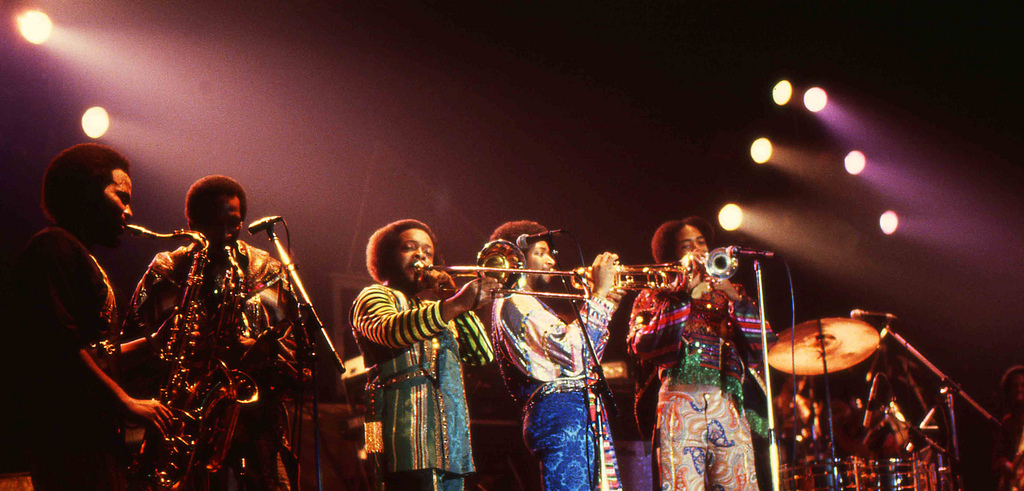
Earth, Wind & Fires blåssektion 1982.

1980-talet inledde en ny period för gruppen. Maurice White infogade en mer elektronisk ljudbild vilket bland annat resulterade i en stor hit med den syntdominerade låten "Let's Groove" från albumet Raise! 1981. Efter albumet Powerlight och hitsingeln "Fall in Love With Me" 1983, samt ytterligare ett album samma år, Electric Universe tog gruppen på Maurice Whites initiativ paus. Electric Universe blev inte alls den framgång man hoppats på. Philip Bailey passade under denna period på att släppa soloalbum. Maurice White producerade samtidigt för Barbra Streisand och släppte också ett solalbum.
Columbia Records låg dock på för en återförening av bandet och 1987 tog Bailey, White, Verdine White, Ralph Johnson och Andrew Woolfolk tillsammans med ett antal nya medlemmar åter upp bandet. De släppte albumet Touch the World och fick en måttlig hit med låten "System of Survival". Efter ytterligare ett album, Heritage, lämnade gruppen Columbia efter nära 20 år på skivbolaget. De gick tillbaka till sitt första bolag Warner Bros där de släppte albumet Millennium 1993. 1995 tilldelades de en stjärna på Hollywood Walk of Fame. Stjärnan finns vid adressen 7080 Hollywood Blvd. Samtidigt slutade Maurice White turnera med bandet, och ledarpositionen togs över av Philip Bailey. White fortsatte dock som deras producent och uppträdde vid enstaka och särskilda tillfällen med gruppen. Han avslöjade senare att avhoppet berodde på att han diagnostiserats med Parkinsons sjukdom.
1997 släppte gruppen studioalbumet In the Name of Love.
Earth, Wind & Fire invaldes i Rock and Roll Hall of Fame år 2000. Vid denna tillställning medverkade alla medlemmar som ingick i gruppen under dess storhetsperiod 1973-1980.
Gruppen turnerade mycket under 2000-talet, och släppte ytterligare studioalbum 2003, 2005 och 2013. Deras senaste album Holiday från 2014 var ett julabum, som bland annat innehöll en ny version av låten "September", nu med titeln "December". Det kom att bli det sista Maurice White medverkade på. Han avled av sin sjukdom 2016.
Flera av gruppens låtar har använts som signaturmelodi i svenska TV-program. Låten "You Are a Winner" från albumet Raise! användes i TV-programmet Femettan och låten "In the Stone" från albument I Am användes i TV-programmet Lorry.

## Diskografi

### Studioalbum

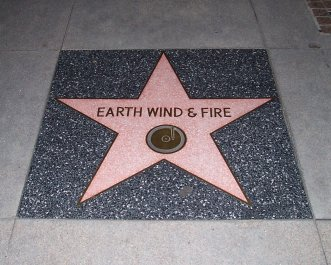
Gruppens stjärna på Hollywood Walk of Fame.

- 1971 – Earth, Wind & Fire
- 1971 – The Need of Love
- 1972 – Last Days and Time
- 1973 – Head to the Sky
- 1974 – Open Our Eyes
- 1975 – That's the Way of the World
- 1976 – Spirit
- 1977 – All 'N All
- 1979 – I Am
- 1980 – Faces
- 1981 – Raise!
- 1983 – Powerlight
- 1983 – Electric Universe
- 1987 – Touch the World
- 1990 – Heritage
- 1993 – Millennium
- 1996 – Avatar
- 1997 – In the Name of Love
- 2003 – The Promise
- 2005 – Illumination
- 2013 – Now, Then & Forever
- 2014 – Holiday

### Samlingar & livealbum
- 1974 – Another Time
- 1975 – Gratitude
- 1978 – The Best of Earth, Wind & Fire - Vol 1.
- 1988 – The Best of Earth, Wind & Fire - Vol 2.
- 1992 – The Eternal Dance
- 1995 – Definitive Collection
- 1996 – The Elements of Love
- 1996 – Greatest Hits Live
- 1998 – Super Hits
- 1998 – Greatest Hits
- 2002 – The Essential Earth, Wind & Fire
- 2002 – That's the Way of the World: Alive in 75
- 2003 – EWF Live in Rio
- 2004 – Love Songs